# Gnomidolon suturale
Gnomidolon suturale là một loài bọ cánh cứng trong họ Cerambycidae.